# Дніпровський Іван Данилович
Іва́н Дани́лович Дніпро́вський (нар. 25 лютого (9 березня) 1895, село Каланчак, тепер смт Херсонської області — 1 грудня 1934, Ялта, поховано в Харкові) — український письменник, перекладач. Справжнє прізвище — Шевченко. Ще один псевдонім — Кобзаренко.

## Життєпис
Народився в бідній селянській сім'ї. У рідному селі закінчив початкову школу. Навчався в гімназії в Олешках. Від 1912 року працював службовцем. У 1914—1918 роках перебував на фронті.
1919 року вступив на історико-філологічний факультет Кам'янець-Подільського державного українського університету. Після реорганізації навчального закладу закінчив 1923 року Кам'янець-Подільський інститут народної освіти. Тоді ж одружився з кам'янчанкою Марією Пилинською, восени 1923 року виїхав до Харкова. Працював в Управлінні у справах друку, редактором Державного видавництва України, секретарем журналу «Червоний шлях».

## Твори
Писав вірші, п'єси, оповідання, повісті. Був членом Спілки пролетарських письменників «Гарт», літературної організації ВАПЛІТЕ.
Друкуватися почав 1916, вміщуючи у фронтовій газеті «Армейский вестник» свої «Окопные песни». Від 1921 писав українською мовою.
Окремими виданнями побачили світ:
- Збірки поезій «Донбас» (1922), «Добридень, Ленін», «Плуг» (1924)[4],
- П'єси «Любов і дим» (1925), «Яблуневий полон» (1926, 1928, 1964), «Шахта „Марія“» (1931).
- Оповідання та повісті «Заради неї»[5] (1927), «Долина угрів»[6] (1927), «Анатема», «Андрій Хомут», «Березень», «Яхта „Софія“» (1930), «Балет у главковерха», «Фаланга» (1931), «Ацельдама», «Дніпро закований» (1932).
- Твори в трьох томах (Харків — Полтава, 1931—1933).

Переклав «Листи Леніна до Максима Горького» (1925), повість «Війна» Миколи Тихонова, роман «Мої університети» Максима Горького (1933, разом із Марією Пилинською) та інші твори російської літератури.